# Читайкина, Елена Владимировна
Елена Владимировна Читайкина (род. 13 декабря 1962) — советская и российская шашистка,  международный гроссмейстер. Ученица Алексея Сальникова. Проживает в Москве.
Серебряный призёр чемпионата мира по международным шашкам 1993 года.
Чемпионка России по международным шашкам среди женщин 2012 года (Суздаль).

## Спортивная биография
1984 (Одесса) — Команда «Локомотива» стала обладателем Кубка СССР (русские шашки). Состав команды: мастера спорта А. Шварцман, А. Кандауров, Е. Читайкина,
А. Юдас; тренер — заслуженный тренер РСФСР А. Сальников.
1989 — Чемпионка СА и ВМФ СССР по международным шашкам среди женщин, победитель командного чемпионата СА и ВМФ СССР в составе команды МО ПВО (А. Сизов, А. Верховых, Е. Читайкина, А. Шварцман, С. Бушуев, Е. Бушуева).
1995 — Серебряный призёр чемпионата России.
2000 и 2001 годы — Бронзовый призёр чемпионатов России по международным шашкам.